# Doguadine
La doguadine est un fongicide.